# Blacktjärnen, Ångermanland
Blacktjärnen är en sjö i Örnsköldsviks kommun i Ångermanland och ingår i Gideälvens huvudavrinningsområde. Sjön har en area på 0,0523 kvadratkilometer och ligger 335 meter över havet. Vid provfiske har gädda fångats i sjön.

## Delavrinningsområde
Blacktjärnen ingår i det delavrinningsområde (707108-162215) som SMHI kallar för Mynnar i Västborgaren. Medelhöjden är 318 meter över havet och ytan är 4,94 kvadratkilometer. Räknas de 3 avrinningsområdena uppströms in blir den ackumulerade arean 19,81 kvadratkilometer. Uddersjöbäcken som avvattnar avrinningsområdet har biflödesordning 3, vilket innebär att vattnet flödar genom totalt 3 vattendrag innan det når havet efter 76 kilometer. Avrinningsområdet består mestadels av skog (72 procent). Avrinningsområdet har 0,12 kvadratkilometer vattenytor vilket ger det en sjöprocent på 2,5 procent.